# جمعية الكشافة والمرشدات اليمنية
جمعية الكشافة والمرشدات اليمنية هي منظمة كشفية وطنية توجيهية في اليمن. بدأت الحركة الكشفية في اليمن عام 1927. تأسست جمعية الكشافة والمرشدات اليمنية في عام 1987.
ينتسب لفرع الكشافة 6481 عضوا (اعتبارا من 2004) وجمعية الكشافة والمرشدات اليمنية هي عضو في المنظمة العالمية للحركة الكشفية منذ عام 1980. أما فرع المرشدات فينتسب له 13472 عضوة (اعتبارا من 2003)، وأصبحت عضوا في الجمعية العالمية للمرشدات وفتيات الكشافة في عام 1990.